# 居蒙
居蒙（法語：Gumond，法語發音：[ɡymɔ̃]）是法国科雷兹省的一个市镇，位于该省中南部，属于蒂勒区。

## 地理
居蒙（45°13'14"N, 1°58'44"E）面积9.87 平方千米，位于法国新阿基坦大区科雷兹省，该省份为法国中南部省份，北起上维埃纳省和克勒兹省，西接多爾多涅省，南至洛特省，东临多姆山省和康塔爾省。
与居蒙接壤的市镇（或旧市镇、城区）包括：尚帕尼亚克-拉普吕讷、埃斯帕尼亚克、格罗沙斯唐、拉罗什卡尼亚克、圣帕尔杜-拉克鲁瓦西耶、圣保罗。

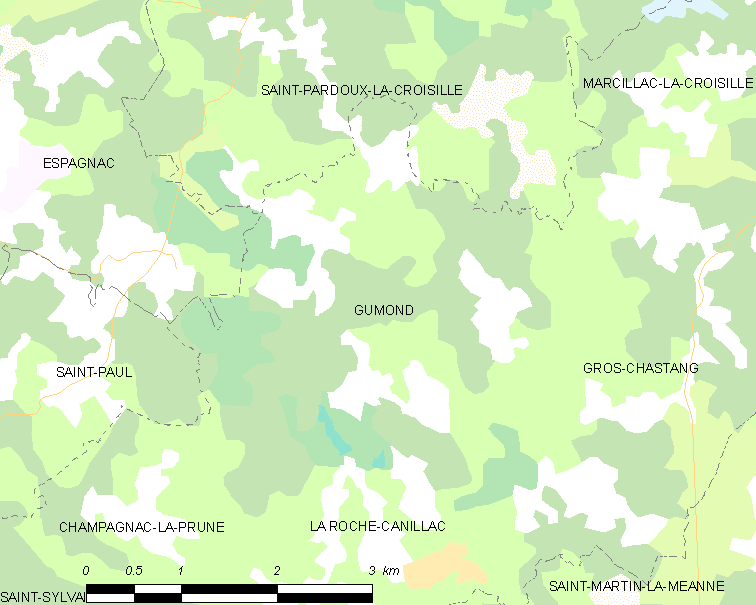
居蒙的OSM定位图

居蒙的时区为UTC+01:00、UTC+02:00（夏令时）。

## 行政
居蒙的邮政编码为19320，INSEE市镇编码为19090。

## 政治
居蒙所属的省级选区为圣福蒂纳德县。

## 人口

1962-2008年间居蒙人口变化图示

居蒙于2022年1月1日时的人口数量为99人。